# 羅伯特·奧培爾
羅伯特·奧培爾（英語：Robert Opel，1939年—1979年7月7日）是一名美國攝影師和藝廊老闆，因在1974年第46屆奧斯卡金像獎頒獎典禮上裸奔而知名。

## 生平
奧培爾於1939年出生於紐澤西州東奧蘭治 (新澤西州)。小時候，他曾在加拿大、堪薩斯州和肯塔基州生活過，後來全家在賓夕法尼亞州匹茲堡定居，他在那裡上小學、中學和大學。奧培爾原名羅伯特·奧培爾（Robert Oppel），為了與匹茲堡的家人保持距離，他在成為活動家後去掉了名字中的第二個「p」。奧培爾擔心他的活動會給家人帶來尷尬。
大學期間，奧培爾當選為學生代表大會成員，並擔任地區辯論隊主席。畢業後，他為當時的加州州長隆納·雷根撰寫演講稿。1974年，奧培爾在洛杉磯聯合學區教授英語作為第二語言。奧斯卡頒獎典禮事件後，他被解僱。
奧培爾擁有自己的攝影公司Ideas Photographic。他的客戶包括LGBT出版物《倡導》和《手指》（Finger）雜誌，他也擔任過該雜誌的編輯。
1976年，他宣布參選美國總統，並打出了「沒什麼好隱瞞的」和「不只是另一個歪屌」的口號，分別指裸奔事件和理查·尼克森總統（尼克森已於1974年黯然辭職 ）。
1978年3月，奧培爾在舊金山霍華德街1287號開設了一家名為Fey-Way 工作室的男同性戀藝術畫廊。該畫廊幫助芬蘭湯姆和羅伯特·梅普爾索普等色情男同性戀藝術家獲得全國性的關注，並展出了多姆·奧雷朱多斯、艾爾·夏皮羅和雷克斯等人的作品。
1979年，他與卡蜜兒·奧格雷迪相戀，同年去世。

## 奧斯卡頒獎典禮裸奔事件
1974年4月2日，在洛杉磯多蘿西·錢德勒大廳舉行的第46屆奧斯卡金像獎頒獎典禮上，奧培爾假扮成記者上台。在主持人大衛·尼文介紹伊麗莎白·泰勒時，他赤身裸體從尼文身後跑過，並比出一個和平手勢。
在瞬間爆發出一陣大笑之後，尼文恢復了平靜，轉過身來對觀眾們調侃道：「女士先生們，這幾乎是注定要發生的事情……不過，想想看，人的一生可能只有脫光衣服露出自己的短處才能獲得笑聲，這難道不令人著迷嗎？」
後來一些證據表明，奧培爾的出現是節目製片人小傑克·哈利作為噱頭促成的。該節目的業務經理羅伯特·梅茲勒（Robert Metzler）認為，這件事在某種程度上是有預謀的。他說在彩排時，尼文向梅茲勒的妻子借了一支筆，以便他能寫下這段著名的廣告詞。奧培爾顯然必須穿過昂貴的背景幕布才能到達舞台。
這集讓奧培爾成了名人。製片人艾倫·卡爾甚至邀請他在魯道夫·紐瑞耶夫的派對上表演。

## 逝世
1979年7月7日，奧培爾正在自己的工作室招待朋友，兩名持槍男子羅伯特·E·凱利（Robert E. Kelly）和莫里斯·基南（Maurice Keenan）衝進工作室企圖搶劫。他們要求毒品和錢財，奧培爾否認有毒品和錢財，並將他們趕了出去。奧培爾遭到近距離槍擊，於晚上10點被宣布死亡，享年39歲。凱利被判刑25年至無期徒刑。基南被判死刑，但後來減刑為無期徒刑。截至2023年，基南仍因謀殺罪被判無期徒刑。

## 後續
2010年的傳記紀錄片《Uncle Bob》由奧培爾的侄子羅伯特·奧培爾（Robert Oppel）製作和執導。除了奧培爾的旁白和重現之外，影片還包括對約翰·華特斯、Divine、丹尼爾·尼可拉塔、馬克·湯普森、傑克·弗里徹等人的採訪。奧培爾曾試圖採訪因謀殺叔叔而被判終身監禁的兩名男子，但被鵜鶘灣州立監獄拒絕。
羅伯特·奧培爾和策展人里克·卡斯特羅（Rick Castro）在洛杉磯Antebellum畫廊舉辦了2014年藝術展「羅伯特·奧佩爾：Fey-Way工作室的重構」藝術展，展出Fey-Way工作室在1978年至1979年間的原創藝術作品、海報和紀念品。
奧培爾被授予「2017年舊金山南市場皮革歷史巷」的榮譽稱號，並以銅製鞋印命名。
裸奔事件50年後的第96屆奧斯卡金像獎頒獎典禮上，主持人約翰·希南在頒發最佳服裝設計獎時僅用信封遮住裸體以致敬奧培爾。

## 外部連結
- 羅伯特·奧培爾在互联网电影资料库（IMDb）上的資料（英文）
- Documentary film  Uncle Bob
- The Life of Robert Opel @WFMU （页面存档备份，存于）
- Robert Opel's Fey-Way Studios:San Francisco SOMA male erotic gallery （页面存档备份，存于）
- YouTube上的Favorite Oscar moment – The Streaker
- 在Find a Grave上的羅伯特·奧培爾